# Adolf Müller (Theologe)
Otto Adolf Müller (* 4. April 1876 in Freiberg; † 17. Dezember 1957 in Glaubitz) war ein deutscher evangelischer Geistlicher und Musiker.

## Leben
Adolf Müller war nach Abschluss seines Theologiestudiums Hilfslehrer in Oberau (heute Wolkenstein/Erzgeb.) und beim Militär in Wiesbaden, ab 1902 Vikar in Wittgensdorf/Chemnitz, wo er 1904 einen Posaunenchor gründete. 1904 wurde er Diakonus von Wittgensdorf. Ab 1907 arbeitete er für die Innere Mission in Dresden. Zum 1. März 1931 trat Müller in die NSDAP ein (Mitgliedsnummer 437.768). Wenig später schloss er sich den Deutschen Christen an, die vor 1933 noch „Arbeitsgemeinschaft nationalsozialistischer Pfarrer in Sachsen“ hießen. 1933 forderte er öffentlich, „daß der zu wählende Reichsbischof und der sächsische Landesbischof alte Kämpfer Adolf Hitlers sein sollten.“ Nach der erzwungenen Wahl Friedrich Cochs zum sächsischen Landesbischof stieg Müller zum Oberlandeskirchenrat in Dresden auf. Er übte dieses Amt bis 1936 aus, bis er, krankheitsbedingt, in den vorzeitigen Ruhestand ging.
Von 1898 bis 1933 war Müller der Landesposaunenpfarrer der von ihm so genannten Sächsischen Posaunenmission (SPM). Unter der Leitung des „sächsischen Posaunenmeisters“, wie Müller allgemein genannt wurde, entstanden und wuchsen Hunderte von Posaunenchören. Müllers „Posaunenfeierstunden“ waren Vorbilder für die Schriftauslegung durch Lied und Musik. Für die Posaunenchöre gab er auch Werke von Johann Hermann Schein, Samuel Scheidt, Michael Praetorius, Gottfried Reiche und Johann Christoph Pezelius heraus sowie das zweibändige Werk Mit Posaunen! Ein Liederbuch für evangelische Volks- und Hausmusik und die Reihe Vom Turm! Hefte zur Förderung des Turmblasens. Er verfasste Erläuterungen zu Choralkompositionen von Johann Sebastian Bach. Seine Kompositionen, bis 1990 ungeschützt, erschienen teilweise 2007 im Verlag Strube in München unter dem Titel Ausgewählte Sätze für Posaunenchor, herausgegeben von seinen Enkelsöhnen Michael und Karl-Ernst Müller. Der Vorstand der SPM hatte auf Anraten seines Geschäftsführers Christoph Kunze die Herausgabe abgelehnt.

## Familie
1904 heiratete Adolf Müller die jüngste Tochter Marie des Pfarrers und Volksschriftstellers Ottokar Schupp aus Wiesbaden-Sonnenberg. Um seinen im Krieg befindlichen Sohn Christoph (Sachsens Landesposaunenpfarrer von 1956 bis 1966) zu vertreten, zog das Ehepaar 1940 zeitweise in das Pfarrhaus des zweitältesten Sohnes, Pfarrer in Glaubitz/Riesa. Dort tat er Predigt- und Orgeldienst. In dieser Zeit wurde die Dresdner Wohnung durch Bombardement völlig zerstört. Der älteste Sohn Ernst fiel am 24. Juni 1941 in Laskiw bei Wolodymyr (Ukraine) im Krieg. Dessen Neffe Karl-Ernst, Sohn von Christoph, von 1991 bis 2003 zweiter Vorsitzender bzw. Vorsitzender der SPM, suchte, fand und pflegte das Grab des Onkels; daraus erwuchs 2013 eine Städtepartnerschaft von Zwickau zu Wolodymyr in Wolhynien. Der jüngste Sohn, Gottfried Müller, wurde Dozent für Musiktheorie am Konservatorium Nürnberg.